# Superaglomerado de Shapley

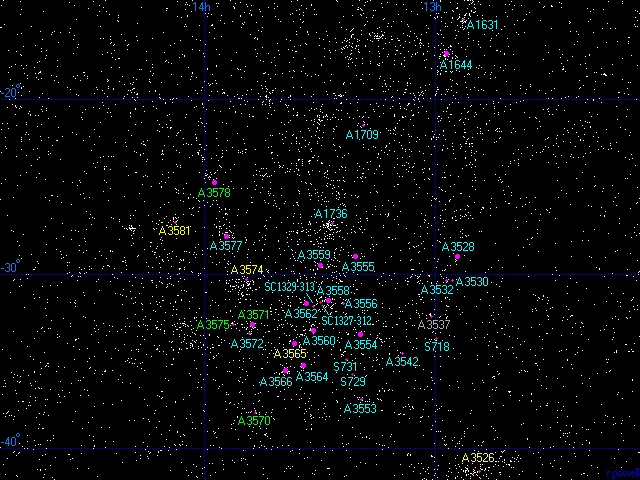
Uma imagem mostrando Shapley.

O Superaglomerado de Shapley ou Concentração de Shapley (SCl 124) é a maior concentração de galáxias no universo próximo da Terra, que forma uma unidade de interação gravitacional, assim está se afastando ao invés de se expandir com o universo. Ele aparenta ter uma impressionante superdensidade na distribuição das galáxias na constelação de Centauro. Está a cerca de 650 milhões de anos-luz de distância da terra (z = 0,046).